# Gebroeders Ko
De Gebroeders Ko zijn een Nederlands feestduo, bestaande uit de broers Ton (15 september 1965) en Gerard Koopmans uit Geertruidenberg. Voor ze fulltime bezig gingen met hun feestmuziek waren de mannen werkzaam in de bouw. In 2002 braken ze door met Ik heb een toeter op m'n waterscooter, waarna het duo meerdere hits scoorde.

## Boten Anna
In 2005 hoorde DJ DaRoon een nummer tijdens zijn vakantie in Turkije. Na een paar dagen op zoek te zijn geweest in alle lokale platenzaken en discotheken vond hij de plaat. Het was Boten Anna uit Zweden. Hij nam het nummer mee naar Nederland en vond dat er een Nederlandse tekst op gemaakt moest worden. DJ DaRoon gaf het nummer aan de Gebroeders Ko. In 2006 kreeg het duo de tip dat Boten Anna in Turkije een hit was. Binnen "no-time" schreven de mannen een Nederlandse tekst en vroeg DJ DaRoon toestemming aan de Zweedse platenmaatschappij die het origineel had uitgebracht. De Zweden zeiden echter te verwachten dat Boten Anna geen wereldwijde hit zou worden. Er kan gerust gesteld worden dat door het origineel uiteindelijk de Nederlandse versie van de Gebroeders Ko in Nederland en België een grote hit is geworden. Het succes in België was mede dankzij radiomaker Peter Van de Veire, die het Zweedse origineel hypete in zijn radioprogramma. De Ko-versie bereikte de positie 6 in de Top 40. waarna de Sinterklaasversie de zevende plaats haalde.
Het succes van Boten Anna is ook terug te zien in de live-optredens van de Gebroeders Ko: in 2007 staan zij niet minder dan 300 keer live op diverse podia en zijn zij in diverse televisieprogramma's terug te zien.
Op 5 maart 2007 werd de single Roekoekoe uitgebracht, een nummer wat qua muziekstijl erg op Boten Anna en Sinterklaas boot (Boten Anna) lijkt.
In september 2008 presenteren de Gebroeders Ko hun single Schatje, mag ik je foto?. Hoewel veel mensen denken dat het weer om een cover gaat, is niets minder waar, het nummer is namelijk in 2006 door hen geschreven maar destijds aan een andere artiest (Rogier & Co) gegeven. In 2008 willen de Gebroeders alsnog een hit scoren met de plaat en dat lukt. Onder de naam Ko&Ko schreven de Gebroeders Ko ook mee aan de Duitstalige versie van het nummer van Mickie Krause.
Op 11 november 2008 bestaat het duo Gebroeders Ko 11 jaar, samen met vele BN-ers vieren zij het feest en presenteren hun nieuwe album Dubbel Ko, een dubbel-cd met alle hits.
Op 31 mei 2015 traden de Gebroeders Ko op bij De Toppers als gastartiest tijdens Toppers in Concert - Crazy Summer Edition in de Amsterdam ArenA.

## Duiken in de zee
De single Duiken in de zee uit 2007 is geschreven op de melodie van het beroemde Italiaanse lied Funiculì Funiculà, van journalist Peppino Turco en op muziek gezet door componist Luigi Denza in 1880.

## Trivia
De vader van Ton en Gerard is Gerrit Koopmans, ook wel bekend onder zijn artiestennaam Gerrit Uittenberg. Hij behaalde de Tipparade met de singles Ik heb nooit 's mazzel en Baby i luv you.

## Discografie

### Albums
| Album            | Verschijnen       | Label                | Hitlijsten | Hitlijsten | Hitlijsten | Hitlijsten | Opmerkingen   |
| Album            | Verschijnen       | Label                | BE (VL)    | BE (VL)    | NL         | NL         | Opmerkingen   |
| Album            | Verschijnen       | Label                | Piek       | Weken      | Piek       | Weken      | Opmerkingen   |
| ---------------- | ----------------- | -------------------- | ---------- | ---------- | ---------- | ---------- | ------------- |
| Villa Fiesta     | 18 augustus 2003  | That's Entertainment | —          | —          | 45         | 8          | Studioalbum   |
| Gorgelende kelen | 29 september 2004 | Berk Music           | —          | —          | 45         | 8          | Studioalbum   |
| Knallers         | 25 september 2006 | Berk Music           | —          | —          | 36         | 9          | Verzamelalbum |
| Dubbel Ko        | 11 november 2008  | Berk Music           | —          | —          | 92         | 4          | Verzamelalbum |
| Feestje bouwen   | 1 juni 2010       | Berk Music           | —          | —          | 92         | 1          | Verzamelalbum |

### Nummers met notering(en) in een hitlijst
| Lied                                                               | Verschijnen        | Album            | Hitlijsten | Hitlijsten | Hitlijsten  | Hitlijsten  | Hitlijsten    | Hitlijsten    |
| Lied                                                               | Verschijnen        | Album            | BE (VL)    | BE (VL)    | NL (Top 40) | NL (Top 40) | NL (Top 100)1 | NL (Top 100)1 |
| Lied                                                               | Verschijnen        | Album            | Piek       | Weken      | Piek        | Weken       | Piek          | Weken         |
| ------------------------------------------------------------------ | ------------------ | ---------------- | ---------- | ---------- | ----------- | ----------- | ------------- | ------------- |
| Boswandeling                                                       | 2001               | —                | —          | —          | —           | —           | 67            | 4             |
| Ik heb een toeter op m'n waterscooter                              | 2001               | Villa Fiesta     | —          | —          | tip2        | —           | 18            | 26            |
| Tuut, tuut, tuut, wij springen parachute!                          | 2003, 16 mei       | Villa Fiesta     | —          | —          | —           | —           | 23            | 15            |
| Tringeling                                                         | 2003               | Gorgelende kelen | —          | —          | 29          | 4           | 12            | 12            |
| Zonnebril / Muggen hier, muggen daar                               | 2004               | Gorgelende kelen | —          | —          | tip3        | —           | 5             | 13            |
| Vraag uw eekhoorn waarom                                           | 2004, 29 september | Gorgelende kelen | —          | —          | 37          | 3           | 16            | 10            |
| Jammie jammie                                                      | 2005, 28 april     | —                | —          | —          | —           | —           | 19            | 8             |
| Trampoline                                                         | 2005, 26 september | —                | —          | —          | —           | —           | 15            | 8             |
| Sinterklaas disco                                                  | 2005               | —                | —          | —          | —           | —           | 32            | 2             |
| Broodje frikandel                                                  | 2006               | —                | —          | —          | —           | —           | 8             | 7             |
| Daar word ik niet vrolijk van!! (met Rob Geus)                     | 5 mei 2006         | —                | —          | —          | —           | —           | 66            | 4             |
| Boten Anna                                                         | 2006, 7 juli       | —                | 8          | 22         | 6           | 12          | 3             | 28            |
| Sinterklaas boot (Boten Anna)                                      | 2006, 17 november  | —                | —          | —          | 7           | 5           | 2             | 9             |
| Wij doen het licht wel uit (met Fritske)                           | 2007, 19 januari   | —                | —          | —          | 26          | 2           | 9             | 6             |
| RoeKoeKoe                                                          | 2007               | —                | —          | —          | tip3        | —           | 32            | 7             |
| Zwaai maar dag Sinterklaasje                                       | 2007               | —                | —          | —          | tip2        | —           | 18            | 7             |
| Duiken in de zee                                                   | 2007               | —                | —          | —          | tip2        | —           | 12            | 10            |
| Wienerschnitzel                                                    | 2008               | —                | —          | —          | —           | —           | 57            | 8             |
| Vreemdgaan doet iedereen                                           | 2008               | —                | —          | —          | —           | —           | 21            | 9             |
| Schatje, mag ik je foto?                                           | 2008               | —                | —          | —          | —           | —           | 10            | 16            |
| De Knippieten                                                      | 2008               | —                | —          | —          | —           | —           | 84            | 2             |
| Nie prate nie & nie zinge nie                                      | 2009               | —                | —          | —          | 24          | 3           | 7             | 12            |
| Wil jij wat van mij drinken?                                       | 2009               | —                | —          | —          | —           | —           | 17            | 12            |
| Vuvuzela                                                           | 2009               | —                | —          | —          | —           | —           | 13            | 12            |
| Geef mij de sleutel van jouw voordeur                              | 2010               | —                | —          | —          | —           | —           | 3             | 7             |
| Helikopter                                                         | 2010, 7 februari   | —                | —          | —          | —           | —           | 11            | 15            |
| Doe de daeloring                                                   | 2010               | —                | —          | —          | —           | —           | 12            | 6             |
| Helikopter (Karnavalesk)                                           | 2011               | —                | —          | —          | —           | —           | 10            | 7             |
| Wunderbar (met Walter & Hüber)                                     | 2011, 10 februari  | —                | —          | —          | —           | —           | 6             | 6             |
| Alleen maar schoenen aan                                           | 2011               | —                | —          | —          | —           | —           | 6             | 13            |
| Sinterklaas in een raket (met Joris en Boris)                      | 2011               | —                | —          | —          | —           | —           | 12            | 4             |
| Eén bitterbal                                                      | 2012               | —                | —          | —          | —           | —           | 14            | 5             |
| Oranje springt (met Factor 12)                                     | 2012               | —                | —          | —          | —           | —           | 9             | 6             |
| Toeter op m'n waterscooter 2012                                    | 2012               | —                | —          | —          | —           | —           | 92            | 3             |
| De blauwe stier (met DJ Willem de Wijs, Factor 12 en Feest DJ Bas) | 2013, 21 januari   | —                | —          | —          | tip5        | —           | 4             | 14            |
| Koning pils                                                        | 2013, 2 april      | —                | —          | —          | —           | —           | 6             | 5             |
| Ik ben verliefd, maar niet op jou                                  | 2013               | —                | —          | —          | —           | —           | 25            | 7             |
| Niet uit Volendam                                                  | 2013               | —                | —          | —          | —           | —           | 52            | 7             |
| Drink als een prins                                                | 2014               | —                | —          | —          | —           | —           | 7             | 8             |
| Voor oranje                                                        | 2014               | —                | —          | —          | —           | —           | 35            | 6             |
| Wat heb jij een lekker lijf                                        | 2014, 18 juli      | —                | —          | —          | —           | —           | 61            | 4             |
| Wat heb jij een lekker lijf (Goldfinger Remix)                     | 2015, 9 februari   | —                | —          | —          | —           | —           | 69            | 2             |
| Dochter van de groenteboer (met Gerard Joling)                     | 2018, 5 januari    | —                | —          | —          | tip21       | —           | —             | —             |

### Dvd's
| Dvd's met hitnoteringen in de Nederlandse Music Top 30 | Datum van verschijnen | Datum van binnenkomst | Hoogste positie | Aantal weken | Opmerkingen |
| ------------------------------------------------------ | --------------------- | --------------------- | --------------- | ------------ | ----------- |
| Feestje bouwen!                                        | 2009                  | 19-09-2009            | 23              | 1            |             |

## Referentie
1. ↑  , YouTube-video van Duiken in de zeevan De Gebroeders Ko. Gearchiveerd op 7 maart 2023.
2. ↑  , YouTube-video van Funiculì Funiculà uitgevoerd door de Amerikaanse tenor van Italiaanse afkomst Mario Lanza. Gearchiveerd op 12 oktober 2022.